# Jules Bastien-Lepage

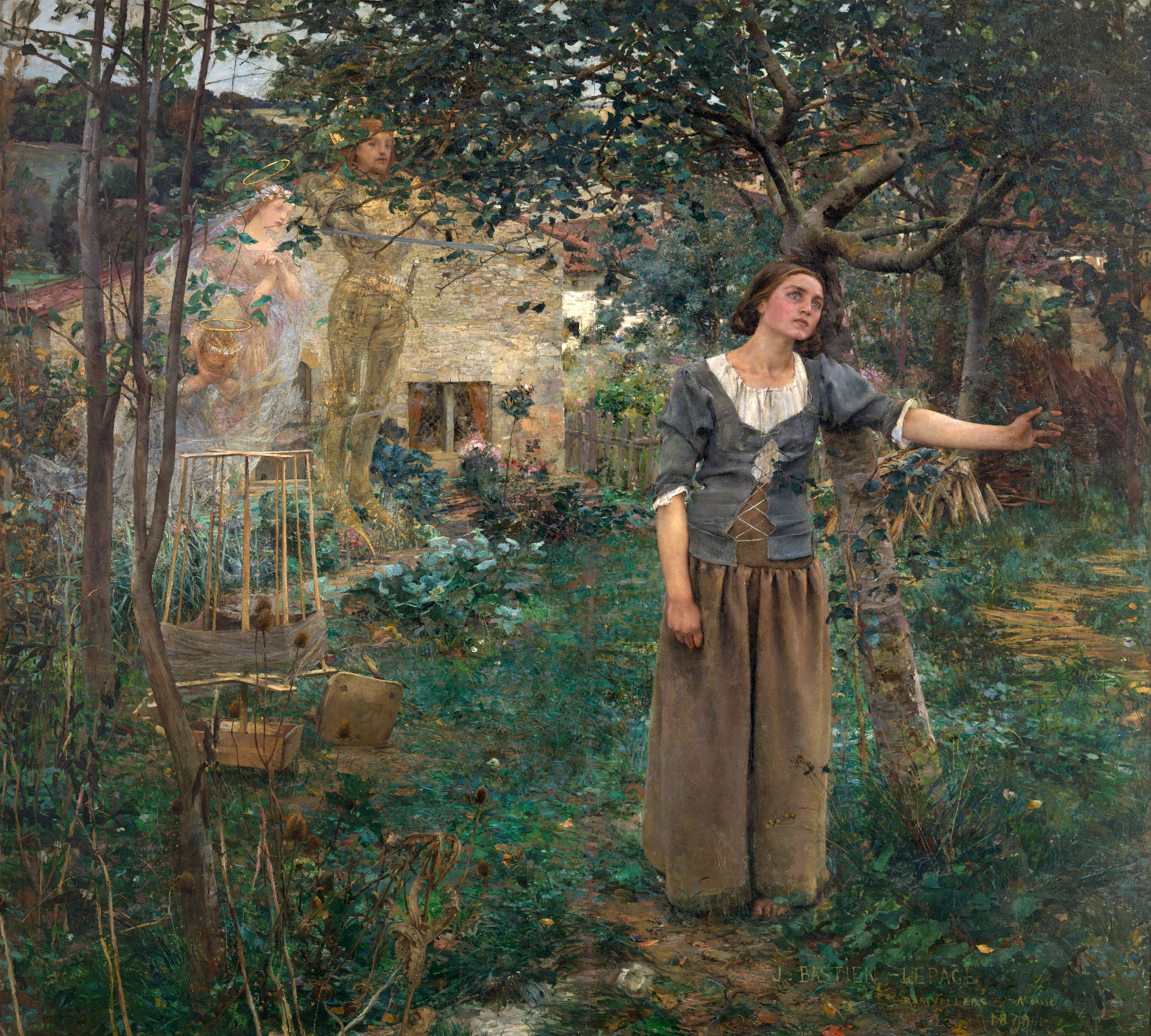
Juana de Arco

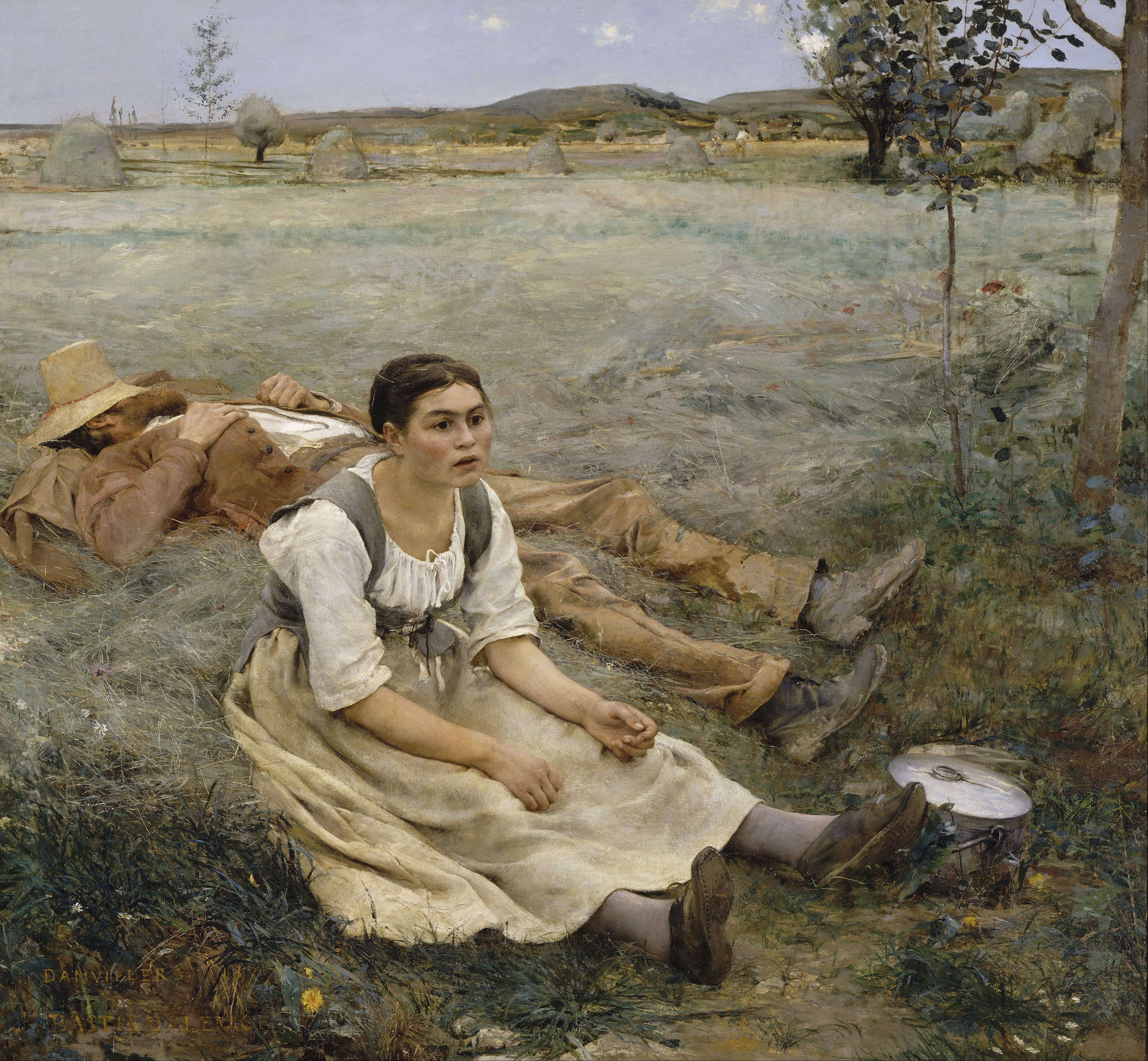
El labrador en reposo

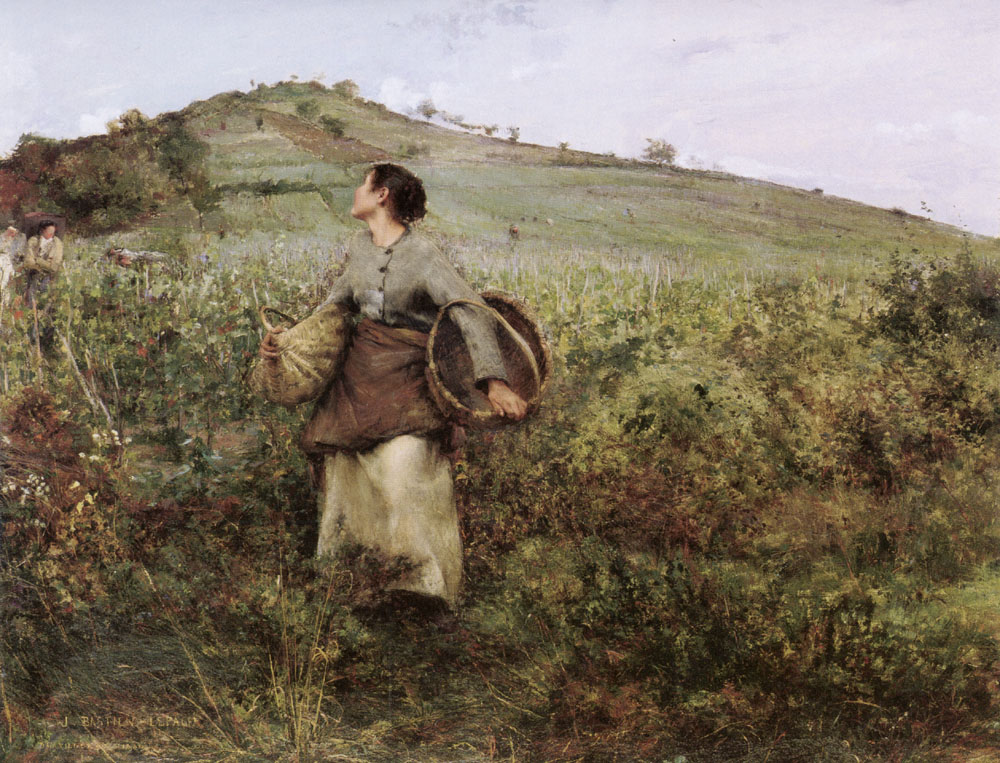
Tiempo de cosecha

Jules Bastien-Lepage (1 de noviembre de 1848-10 de diciembre de 1884) fue un pintor naturalista francés.

## Biografía
Jules Bastien-Lepage nació en el pueblo de Damvillers, Mosa, donde pasó su infancia. Creció en un hogar humilde, en un medio rural. Asistió a la escuela secundaria en Verdun mostrando, ya entonces, su vocación por el dibujo y la pintura. En 1867, se trasladò a París entrando a trabajar en la Oficina General de Correo y asistiendo, al mismo tiempo, a la École des Beaux-Arts de París para presenciar clases sin ser admitido como alumno hasta un tiempo después, cuando gana una beca en un concurso. Entretanto, tomó clases en el taller de Alexandre Cabanel.
Sus primeras exposiciones las realizó en el Salón de París en 1870 y 1872 sin tener demasiado éxito. Participó de la guerra franco-prusiana como soldado y, al regresar a París, se abocó por completo a la pintura. En 1873, recibe el encargo de pintar el retrato del Príncipe de Gales y, un año después, en 1874, tiene un completo reconocimiento al exponer Canción de Primavera y, poco después, Retrato de mi abuelo, con el que recibió una medalla de tercera clase. En 1875, obtiene el segundo lugar en el Premio de Roma, con su obra Ángeles que aparecen a los pastores. En el mismo año, presenta Primera Comunión, realizado con una gran precisión en la composición y un sólido trabajo con el color. En 1876, nuevamente, intentó ganar el Premio de Roma con Príamo a los pies de Aquiles pero no lo consiguió, lo que le hizo retornar a la vida de campo. En esta época, realizó lo más importante de su producción con obras como La cosecha, Juana de Arco, Temporada de octubre, Padre Jacques y El amor en el pueblo. Estas pinturas lo llevaron a ser uno de los favoritos de los coleccionistas, críticos y público del arte. Entre los años 1880 y 1883, viajó a Italia y Argel con su salud deteriorada. En el pináculo de su fama, sin haber completado la evolución que pronosticaba su talento, murió en París, en 1884, a consecuencia de un tumor estomacal. Dejó un legado de más de doscientas obras.

## Obra
Bastien-Lepage construyó una obra original en la que se evidencia su formación académica y la influencia del realismo de Jean Francois Millet y Gustave Courbet, pero adoptando las innovaciones de los impresionistas. Sus pinturas tienen como temas centrales a los retratos y las figuras y escenas campesinas. Tanto en unos como en otros, muestra su talento, su dominio técnico, y la capacidad de realizar una obra con propia personalidad. La especial forma en que trató el naturalismo, marcándolo con su sello, lo convirtió en un pintor de gran influencia sobre generaciones de artistas.

## Algunas de sus obras en colecciones públicas
- El Musée Jules Bastien-Lepage está dedicado a su obra.[1]
- El heno, óleo sobre lienzo, 1877, Musée d´Orsay.[2]
- Temporada de octubre, óleo sobre lienzo, 1879, National Gallery of Victoria.[3]
- Juana de Arco, óleo sobre lienzo, 1879, Metropolitan Museum ￼of Art, Nueva York.[4]
- Chica con un parasol, óleo sobre lienzo, 1879, The Fizwilliams Museum.[5]
- La propia Venecia, óleo sobre lienzo, 1880, Musée Magnin.[6]
- El labrador en reposo, óleo sobre lienzo, 1881, Nasjonal Musée Oslo.[7]
- Pobre Fauvette, óleo sobre lienzo.1881,Glasgow Museums.[8]
- El padre Jacques, óleo sobre lienzo, Milwaukee Art Museum.[9]
- Ir a la escuela, óleo sobre lienzo, 1882, Aberdeen Art Galley and Museums.[10]